# Marcin Wasilewski
Marcin Ryszard Wasilewski, född 9 juni 1980 i Kraków, är en polsk fotbollsspelare (högerback) som spelar för Wisła Kraków. Han har spelat för det polska fotbollslandslaget.
Han var uttagen i Polens trupp vid Europamästerskapet i fotboll 2012.